# Can Petit (Sant Feliu de Codines)
Can Petit és una obra gòtica de Sant Feliu de Codines (Vallès Oriental) inclosa a l'Inventari del Patrimoni Arquitectònic de Catalunya.

## Descripció
Casa entre mitgeres. Consta de planta baixa i pis. La façana és de pedra amb el portal d'entrada també de pedra, d'arc de mig punt adovellat, mig tapat i reduït a un arc rebaixat i emblanquinat. Hi ha dues finestres de pedra amb arc pla i guardapols i una altra amb arc conopial lobulat. Zona del nucli antic.

## Història
L'any 1950 es varen efectuar algunes millores a l'interior. Però, i degut el mal estat de la coberta, per dins de la casa ofereix un aspecte deplorable, hi ha molta humitat i com a conseqüència les parets estan en molt mal estat.